# Djelmé
Ne doit pas être confondu avec Djelmé (Gobo).
Djelmé (en mongol : Зэлмэ) est l'un des généraux de Gengis Khan, l'un de ses quatre chiens féroces, avec Qubilai, Djebé la Flèche et Subötai.

## Biographie
Djelmé est l'un des premiers à rejoindre Gengis Khan dans sa chevauchée vers l'empire ; il fut sans doute un des plus proches amis de Gengis comme le révèle ce passage de l’histoire secrète des mongols : 
L'Empereur Cinggis déclara :
"Que puis-je dire à présent ! [...] une première fois déjà, tu m'as sauvé la vie. Maintenant encore, en aspirant de ta bouche le sang en train de sécher, tu as préservé ma vie. Et à nouveau, alors que j'étais assoiffé et dans un état critique, tu as, au risque de ta propre vie, pénétré chez l'ennemi sans ciller et tu m'as rendu à la vie du lait fermenté. Que ces trois services demeurent à jamais {gravés} en moi" déclara-t-il.

## Sa première rencontre avecGengis Khan
Djelme est issu de la maison aristocratique des Uriankhai, il a été offert par son père à Gengis Khan lors de sa naissance mais il ne le rencontre vraiment que lorsque Gengis Khan, encore appelé Temudjin, vient de s'enfuir de la horde du prince Tayitchi'out Targhutai, desquels il était prisonnier, pour se réfugier dans le camp de Toghril khan des Kéraït.

## Sources
- Histoire secrète des Mongols